# Cristiano Stockler das Neves
Christiano Stockler das Neves (Casa Branca, 1889 - São Paulo, 8 de marzo de 1982) fue un arquitecto y político brasileño. Ocupó la alcaldía de São Paulo durante unos meses en 1947. Fue fundador de la Facultad de Arquitectura y Urbanismo de la Universidad Presbiteriana Mackenzie, la más antigua de São Paulo. 
En su labor como arquitecto, proyectó varios edificios de la ciudad de São Paulo entre los que se destacan la Estación Júlio Prestes, el Museo de Zoología de la USP y el Edificio Sampaio Moreira. En Río de Janeiro fue responsable del proyecto del Palacio Duque de Caxias, antigua sede el Ministerio de Guerra así como el proyecto del Edificio Lellis, el inmueble residencial más antiguo de la Avenida Atlántica en la playa de Copacabana.